# Interstate A-4
Der Interstate A-4 ist ein Interstate Highway in Alaska.

## Verlauf
Der A-4 Interstate Highway ist 520,93 Kilometer (323,69 Meilen) lang. Südlich beginnt er in Gateway und er verläuft nach Fairbanks.

### Teilabschnitte
Ein wichtiger Teilabschnitt ist der Parks Highway.

## Geschichte
Der Highway wurde 1976 eröffnet.